# Дмитриево-Поливаново
Дмитриево-Поливаново — село в Башмаковском районе Пензенской области России. Входит в состав Знаменского сельсовета.

## География
Расположено в 14 км к востоку от села Знаменское, на р. Буртас.

## Население
| 1795 | 1864  | 1877  | 1897  | 1911  | 1926  | 1930  |
| ---- | ----- | ----- | ----- | ----- | ----- | ----- |
| 1299 | ↘1111 | ↗1205 | ↗1323 | ↗1882 | ↘1783 | ↗1878 |
| 1959 | 1979  | 1989  | 1996  | 2002  | 2010  |       |
| ↘578 | ↘227  | ↘107  | ↘80   | ↘35   | ↘18   |       |

## История
В первые упоминается в 1720 г. В 1791 г. построена деревянная церковь во имя Дмитрия Солунского.  С 1864 г. волостной центр Керенского уезда; с 1911 г. село Черкасской волости Керенского уезда. В 1939 г. – центр одноименного сельсовета. В 1955 г. – в составе Пятницкого сельсовета. Центральная усадьба колхоза имени Кирова..